# Piezocera gratiosa
Piezocera gratiosa là một loài bọ cánh cứng trong họ Cerambycidae.